# Pelekium varians
Pelekium varians är en bladmossart som beskrevs av Andries Touw 2001. Pelekium varians ingår i släktet Pelekium och familjen Thuidiaceae. Inga underarter finns listade i Catalogue of Life.